# Le Codex de Riva
Le Codex de Riva (titre original : The Rivan Codex) est une compilation des études préliminaires de David et Leigh Eddings pour l'écriture de sa double pentalogie :  La Belgariade et La Mallorée. Ce livre a été publié en 1998.
Le Codex de Riva contient toutes les informations compilées (créées) par le couple sur tous les peuples qui sont présents dans l'histoire, que ce soit des informations de nature géographique, historique, politique et financière. Belgarath le sorcier et Polgara la sorcière n'ont pas de section propre mais les différentes interventions de David Eddings au cours du volume indiquent la genèse de ces deux œuvres. La première partie du Codex de Riva a largement inspiré David Eddings pour la rédaction du début de Belgarath le sorcier.

## Les trucs et astuces d'Eddings
Un des points clés de l'ouvrage destiné à tous ceux qui veulent se lancer dans l'écriture d'une saga de Fantasy est l'énumération des dix points clé qui composent une telle œuvre :
1. La religion (polythéisme, monothéisme, ...) ;
2. La quête ;
3. L'objet magique (Le Saint Graal/L'anneau unique/...) ;
4. Le héros ;
5. Le sorcier : Gandalf, Merlin, Belgarath ;
6. L'héroïne ;
7. Les forces du Mal ;
8. Les compagnons, souvent un échantillon représentatif de toutes les races du monde ;
9. Les intérêts romantiques des personnages ;
10. Les rois, reines, empereurs, généraux qui dirigent le monde.

## Les anomalies de la version française
En raison d'un changement de traducteur, on note des erreurs de traduction :
- Les chevaliers Mimbraïques deviennent des Chevaliers Mimbranais
- Les Karandaques deviennent les Karandais
- Essaïon reste l'Eriond de la version originale